# مکس هالووی
مکس هالووی (انگلیسی: Max Holloway؛ زادهٔ ۴ دسامبر ۱۹۹۱) ورزشکار هنرهای رزمی ترکیبی اهل ایالات متحده آمریکا است. وی از سال ۲۰۱۰ میلادی تاکنون مشغول فعالیت بوده است.
او در حال حاضر در بخش سبک‌وزن سازمان یواف‌سی رقابت می‌کند، جایی که او قهرمان سابق پر وزن یواف‌سی و دارنده کمربند قهرمانی نمادین فعلی بی‌ام‌اف است. او یکی از بزرگ‌ترین پر وزن‌های تمام دوران محسوب می‌شود. در تاریخ ۲۹ ژوئیه ۲۰۲۵، او در رتبه‌بندی سبک‌وزن یواف‌سی رتبه ۳ را دارد و در تاریخ ۱ ژوئیه ۲۰۲۵، در رتبه‌بندی پوند به پوند مردان یواف‌سی رتبه ۱۱ را دارد.